# Une jolie vallée
 (mai 2021).
La mise en forme du texte ne suit pas les recommandations de Wikipédia : il faut le « wikifier ».
Les points d'amélioration suivants sont les cas les plus fréquents :
- Les titres sont pré-formatés par le logiciel. Ils ne sont ni en capitales, ni en gras.
- Le texte ne doit pas être écrit en capitales (les noms de famille non plus), ni en gras, ni en italique, ni en « petit »…
- Le gras n'est utilisé que pour surligner le titre de l'article dans l'introduction, une seule fois.
- L'italique est rarement utilisé : mots en langue étrangère, titres d'œuvres, noms de bateaux, etc.
- Les citations ne sont pas en italique mais en corps de texte normal. Elles sont entourées par des guillemets français : « et ».
- Les listes à puces sont à éviter, des paragraphes rédigés étant largement préférés. Les tableaux sont à réserver à la présentation de données structurées (résultats, etc.).
- Les appels de note de bas de page (petits chiffres en exposant, introduits par l'outil «  Source ») sont à placer entre la fin de phrase et le point final[comme ça].
- Les liens internes (vers d'autres articles de Wikipédia) sont à choisir avec parcimonie. Créez des liens vers des articles approfondissant le sujet. Les termes génériques sans rapport avec le sujet sont à éviter, ainsi que les répétitions de liens vers un même terme.
- Les liens externes sont à placer uniquement dans une section « Liens externes », à la fin de l'article. Ces liens sont à choisir avec parcimonie suivant les règles définies. Si un lien sert de source à l'article, son insertion dans le texte est à faire par les notes de bas de page.
- La présentation des références doit suivre les conventions bibliographiques. Il est recommandé d'utiliser les modèles {{Ouvrage}}, {{Chapitre}}, {{Article}}, {{Lien web}} et/ou {{Bibliographie}}. Le mode d'édition visuel peut mettre en forme automatiquement les références.
- Insérer une infobox (cadre d'informations à droite) n'est pas obligatoire pour parachever la mise en page.

Pour une aide détaillée, merci de consulter Aide:Wikification.
Si vous pensez que ces points ont été résolus, vous pouvez retirer ce bandeau et améliorer la mise en forme d'un autre article.
Une jolie vallée est un film documentaire français réalisé par Gaël Lépingle en 2015 et sorti en 2019.

## Synopsis
Un village dans la Tarn, l’été. Ils travaillent dans des bureaux ou en usine, sont médecins, enseignants ou retraités. Ils se réunissent pour raconter ensemble une histoire, et pour la chanter. Les chansons contaminent la vie quotidienne, s’installent dans le paysage… « Portrait d’une collectivité à l’œuvre, d’un petit bout de France mettant elle-même en scène son héritage populaire ».

## Fiche technique
- Titre : Une jolie vallée
- Réalisation : Gaël Lépingle
- Musique : Julien Joubert
- Son : Quentin Dubois et Mathieu Farnarier
- Montage : Michaël Dacheux et Gaël Lépingle
- Production : La Musique de Léonie
- Pays d'origine : France
- Durée : 52 minutes
- Date de sortie : juillet 2015 (FID Marseille[2]), 3 avril 2019 (sortie nationale)

## Sélections
FID Marseille 2015 (compétition française), Jeonju International Film Festival (Corée du Sud), American Documentary Film Festival (Palm Springs, CA, USA)

## Accueil critique
Pierre Murat, sur le blog Télérama : « Les habitants de cette petite ville seraient-ils devenus fous ? Font-ils tous partie d’un fan club de Jacques Demy ? Pas du tout : en dehors de leur boulot, ils adhèrent à une chorale, le « Chœur des Sittelles », qui, dans une bourgade du Tarn, répète la comédie musicale qu’ils s’apprêtent à jouer sur scène, inspirée des Trois Mousquetaires d’Alexandre Dumas. (…) Le film est drôle, vif, léger. Il célèbre la foi d’amateurs crevés (« J’ai essayé de lire le roman de Dumas, mais c’était le soir et je me suis endormie… », avoue une choriste), bien décidés à triompher des obstacles qui se dressent sur leur route et en eux-mêmes pour réaliser leur rêve. L’originalité et l’audace du cinéaste revigorent par les temps qui courent. »

## À propos du film
Il est visible sur la plateforme documentaire Tënk.